# 奥古斯特·路德维希·冯·施勒策
奥古斯特·路德维希·冯·施勒策（德語：August Ludwig von Schlözer，1735年7月5日—1809年9月9日），德国历史学家，哥廷根历史学派一员，为批判性研究俄国历史奠定基础，1781年时最先提出用《圣经》中诺亚的儿子闪来对“闪米特人”命名。